# Venlighed
Venlighed er følelsen af et positivt syn på at interaktioner med et andet menneske, at man er villig til at veksle en fremmed på sympatisk vis. Dette anses af mange for at være en god egenskab.